# Platylomalus biarculus
Platylomalus biarculus är en skalbaggsart som först beskrevs av Sylvain Auguste de Marseul 1870.  Platylomalus biarculus ingår i släktet Platylomalus och familjen stumpbaggar. Inga underarter finns listade i Catalogue of Life.